# Leonore Annenberg
Leonore Cohn Annenberg (20 de febrero de 1918 - 12 de marzo de 2009), también conocida como Lee Annenberg, fue una empresaria, diplomática y filántropa estadounidense. Destacó por ser Jefe de Protocolo de los Estados Unidos de 1981 a 1982. Annenberg estaba casada con Walter Annenberg, que era embajador en el Reino Unido y editor de periódicos. También fue presidenta de la Fundación Annenberg desde 2002 hasta 2009
Nacida en Nueva York y criada en Los Ángeles, se graduó en la Universidad de Stanford. Después de que sus dos primeros matrimonios acabaran en divorcio, se casó con el conocido empresario Walter Annenberg, que fue nombrado embajador de Estados Unidos en el Reino Unido en 1969 bajo el mandato del presidente Richard Nixon. En su papel de esposa del embajador, Leonore dirigió una importante renovación de la residencia oficial del embajador. Los Annenberg contribuyeron a la campaña presidencial de Ronald Reagan en 1980 y, tras su toma de posesión, Leonore fue nombrada Jefa de Protocolo, lo que la encargó de asesorar al presidente, al vicepresidente y al Secretario de Estado en asuntos relacionados con el protocolo diplomático.
Los Annenberg se convirtieron en grandes filántropos, donando dinero a centros educativos, causas benéficas y a las artes. Leonore Annenberg también formó parte de muchos comités y consejos. Tras la muerte de su marido en 2002, siguió donando dinero y le sucedió como presidenta de la Fundación Annenberg.

## Primeros años y familia
Leonore Cohn nació en el seno de una familia judía en la ciudad de Nueva York el 20 de febrero de 1918, hija de Maxwell y Clara Cohn. Apodada "Lee", su padre dirigía una empresa textil. Tenía siete años cuando murió su madre. Ella y su hermana menor fueron criadas en Fremont Place, un barrio de clase alta de Los Ángeles, por su tío Harry Cohn, fundador de Columbia Pictures. Leonore y su hermana menor, Judith, asistieron al Page Boarding School for Girls de Pasadena. La esposa de Harry Cohn, Rose, educó a las niñas como científicas cristianas.
Leonore Cohn se licenció en la Universidad de Stanford en 1940. Tras licenciarse, se casó con Beldon Katleman, cuya familia era propietaria de bienes inmuebles y de una cadena nacional de aparcamientos; tuvieron una hija, Diane, pero el matrimonio acabó en divorcio al cabo de unos años. En 1946, se casó con Lewis Rosenstiel, el multimillonario fundador de la destilería de licores Schenley, y tuvieron una hija llamada Elizabeth; ese matrimonio también terminó en divorcio.
Ella y Walter Annenberg, entonces editor de The Philadelphia Inquirer, se conocieron en 1950 en una fiesta en Florida y ambos se casaron al año siguiente.

## Esposa del embajador
Tras el nombramiento de su marido como embajador de Estados Unidos en el Reino Unido en 1969, la Sra. Annenberg ordenó la renovación de la Winfield House, residencia oficial del embajador en Londres, de treinta y cinco habitaciones. El coste total del proyecto fue de aproximadamente un millón de dólares y tardó seis meses en completarse. Durante su estancia en Londres, Leonore fundó la American Friends of Covent Garden, una organización destinada a fomentar la buena voluntad entre Estados Unidos y Gran Bretaña a través de la expresión musical.

## Jefe de Protocolo

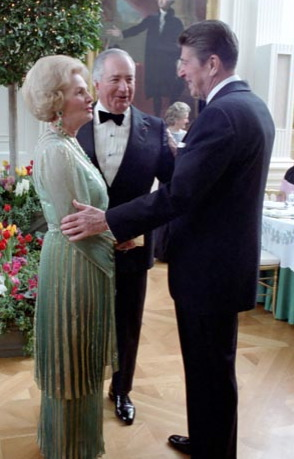
Walter y Leonore Annenberg con el presidente Ronald Reagan, 1981.

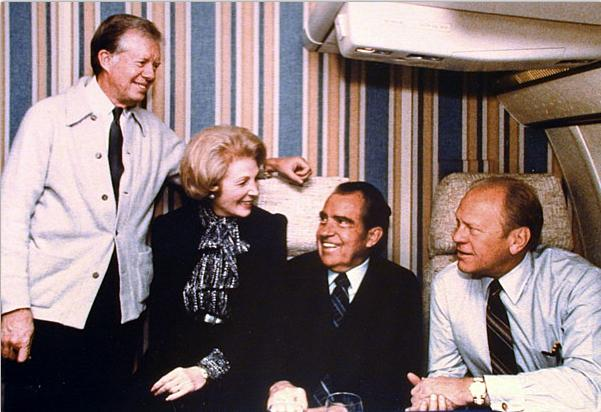
Annenberg con los expresidentes Nixon, Ford y Carter durante un vuelo al funeral de Anwar Sadat, octubre de 1981

Los Annenberg contribuyeron sustancialmente a la campaña presidencial de Ronald Reagan en 1980, y tras la elección de Reagan en 1981, Lee Annenberg fue nombrada Jefe de Protocolo de los Estados Unidos. Este cargo le permitía asesorar al presidente, al vicepresidente y al secretario de Estado en asuntos relacionados con el protocolo diplomático, y dar la bienvenida formal a los dignatarios extranjeros a su llegada a Estados Unidos. Annenberg supervisaba un equipo de 60 personas que trabajaban en innumerables detalles, desde la elección de los regalos de Estado que se le entregarían al invitado, hasta los baños a los que podía acudir la delegación extranjera. De su cargo dijo: "Se trata de hacer que los invitados se sientan respetados y bienvenidos". Annenberg suscitó cierta controversia durante su ejercicio cuando hizo una reverencia ante el príncipe Carlos a su llegada para una visita diplomática, los comentaristas dijeron que esto era inapropiado en una república que se independizó de la misma monarquía.
Como Jefe de Protocolo, alcanzó el rango de Embajadora. Amigos de Ronald y Nancy Reagan, los Annenberg recibían anualmente a los Reagan en su finca de Rancho Mirage, California, "Sunnylands". Annenberg dimitió en enero de 1982, declarando que quería pasar más tiempo con su marido.

## Filantropía y trabajo en comités
Tras dejar su puesto en el Departamento de Estado, Lee Annenberg comenzó a trabajar para promover y mejorar la apreciación cultural en Estados Unidos. Ella y su marido siguieron donando dinero a causas dignas como filántropos. En 2001, Annenberg recibió la Medalla Andrew Carnegie a la Filantropía. Al recibir el premio, explicó por qué ella y su marido donaban a causas como filántropos:
Walter y yo creemos que la educación es la base de una sociedad democrática. Cuando se le ha preguntado qué motiva su labor filantrópica, mi marido ha respondido con una afirmación muy contundente: 'Considero mi labor filantrópica como una inversión en el futuro de Estados Unidos. Es la forma más eficaz en que puedo servir a mi país y ayudar a garantizar sus beneficios para la próxima generación".
La Sra. Annenberg prestó sus servicios a numerosas organizaciones benéficas y a muchos comités. Debido a su interés por las artes y sus donaciones, fue fideicomisaria emérita y miembro del Comité de Adquisiciones del Museo Metropolitano de Arte, miembro del Consejo de Administración del Museo de Arte de Filadelfia, una de las directoras de la Ópera Metropolitana, fideicomisaria honoraria y ex presidenta del Consejo del Museo de Arte de Palm Springs, y miembro de la Sociedad Filosófica Americana. La Sra. Annenberg fue presidenta emérita de la Fundación de Arte y Conservación en las Embajadas, y miembro del Comité para la Conservación de la Casa Blanca.
También fue miembro de las Hijas Distinguidas de Pensilvania y fideicomisaria emérita activa de la Universidad de Pensilvania. Formó parte del consejo de administración de las dos Escuelas de Comunicación Annenberg. En 1993, ella y su marido, Walter, fueron galardonados con la Medalla Nacional de las Artes. En 2004 fue elegida miembro de la Academia Estadounidense de las Artes y las Ciencias.

## Vida posterior

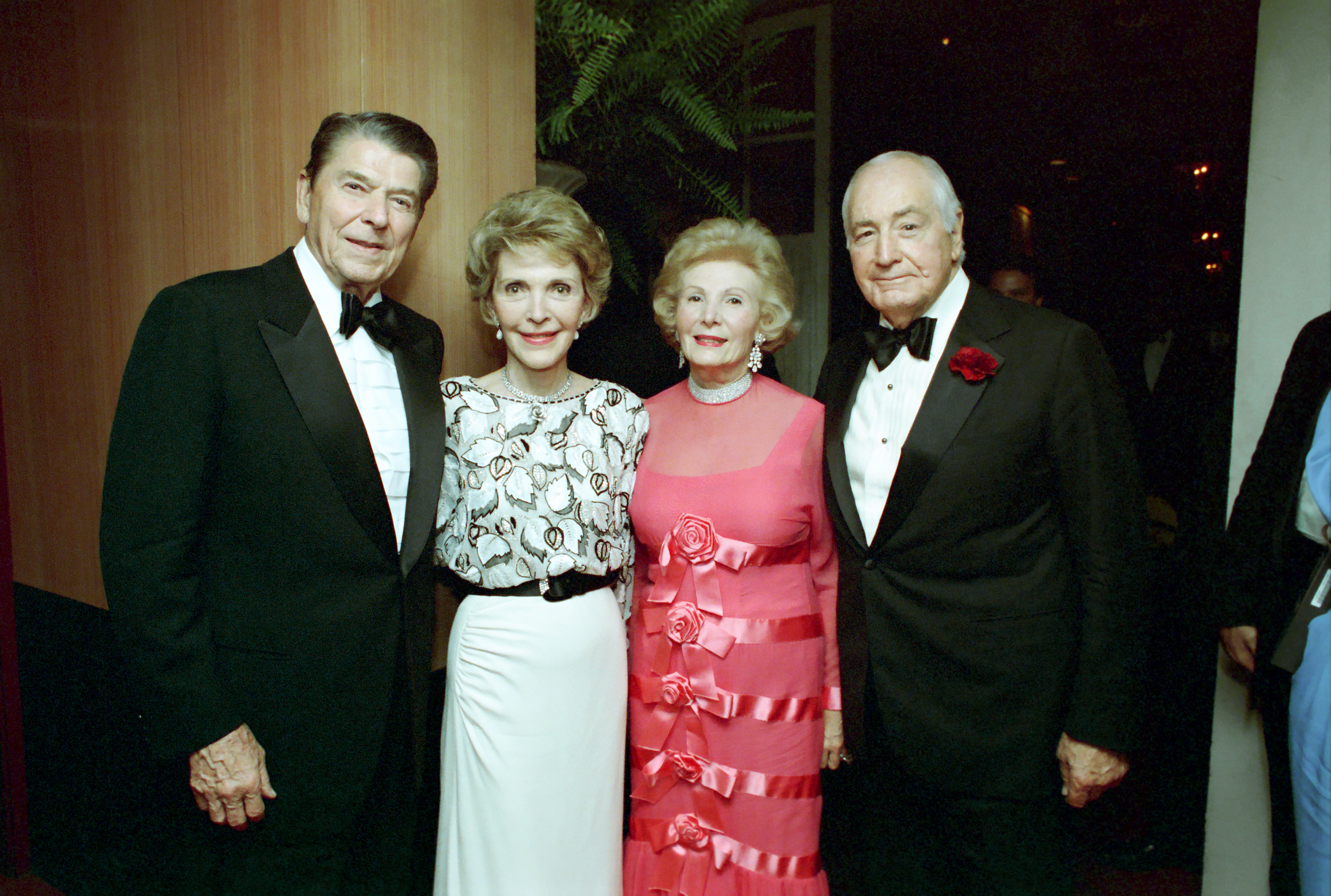
Leonore y Walter Annenberg con el presidente Ronald Reagan y Nancy Reagan, 1981.

Walter Annenberg murió el 1 de octubre de 2002, a los 94 años. Lee Annenberg sucedió a su marido como presidente de la Fundación Annenberg, una organización fundada por su difunto marido que financia organizaciones sin ánimo de lucro, así como institutos de educación y programas de arte. Siguió donando dinero a causas dignas en los campos de la ciencia, la educación y el arte hasta su muerte. En 2006, la revista Forbes la clasificó como la 382.ª persona más rica del mundo, y la 488.ª en 2007. En 2007, Annenberg era la 165.ª persona más rica de Estados Unidos, según Forbes, con un patrimonio neto de $2.500 millones. Annenberg viajó a Washington D. C., en mayo de 2007 para asistir a la cena de estado de la Reina Isabel II, ofrecida por el presidente George W. Bush. Al mes siguiente, aceptó el prestigioso Premio Filadelfia, un galardón que se concede a quienes en la región de Filadelfia han trabajado para mejorar la zona.
Más recientemente, antes de su muerte, Annenberg se convirtió en miembro honorario del consejo de administración de la Fundación Richard Nixon y en miembro honorario de la Real Academia de las Artes.

## Muerte
Lee Annenberg residía en Rancho Mirage, California, antes de su muerte, el 12 de marzo de 2009, a la edad de 91 años. Según un portavoz de la familia, Leonore Annenberg murió en el Centro Médico Eisenhower por causas naturales.  En el momento de su muerte, Annenberg se encontraba en un estado de salud deteriorado.
Al anunciarse su muerte, se emitieron declaraciones del expresidente George H. W. Bush y de Barbara Bush, así como de la ex primera dama Nancy Reagan, que calificó a Annenberg de "querida y vieja amiga" y elogió la labor filantrópica de los Annenberg por haber "dejado una huella indeleble en la educación de los Estados Unidos".